# تزوجتك أيتها الحرية
تزوجتك أيتها الحرية، مجموعة شعريّة سياسيّة من مؤلفات الشاعر العربي السوري نزار قباني، صدرت في عام 1988، عن منشورات نزار قباني في بيروت، لبنان.